# 小舞一
小舞一（8月23日—），是日本的女性游戏原画家、插画家。隶属于YUZUSOFT，大阪府出身。

## 经历
幼时看了萩原一至的漫画《BASTARD!!》之后决心学习绘画，初中时期开始创作漫画并向杂志《Fanload》投稿。
學校畢業後成了飞特族，在梦想从事绘画工作时於杂志上看到游戏公司招聘原画师，应聘后被Studio Mebius录用，游戏原画家出道作为絶望-青い果実の散花-，但是在参与了几部作品的制作后辞职。
后和朋友梦璃凛（むりりん）以及之前的同事Famishin以制作游戏为目的创建了同人社团“TEAM-EXODUS”，2006年商业化后改名为YUZUSOFT，并一直在此工作至今。

## 人物
- 笔名是看漫画时突然想到的。
- 有两位姐姐。
- 座右铭是“有志者事竟成”。
- Photoshop等做游戏原画工作所必需的技能是在进入游戏公司之后学的，而确立自己的画风是在YUZUSOFT创立之后。
- 和同公司的梦璃凛（むりりん）画风越来越接近，现在已经很难看出哪个角色是由哪位原画师担当的了。[1]

## 作品

### 游戏原画
括号内是发售日。

#### Studio Mebius
- （1999年9月10日）
- SNOW（2003年1月31日）
- （2004年4月23日）
- （2004年9月24日）
- THE GOD OF DEATH（2005年7月29日）

#### TEAM-EXODUS（同人游戏）
- （2005年12月30日）

#### YUZUSOFT
- Braban! -The bonds of melody-（2006年7月28日）［角色：妙、紀子、須美等］
- E×E（2007年6月1日）［角色：沙耶、圆等］
- 夏空彼方（2008年5月23日）［角色：茅羽耶、由比子等］
- 天神乱漫 -LUCKY or UNLUCKY!?-（2009年5月29日）［角色：葵、琉璃、紫等］
- NOBLE☆WORKS（2010年12月24日）［角色：灯里、静流、萤等］
- DRACU-RIOT!（2012年3月30日）［角色：莉音、艾莉娜等[2]］
- 天色IsleNauts（2013年7月26日）［角色：夏莉、愛莉等[3]］
- 魔女的夜宴（2015年2月27日）［角色：紬、憧子等[4]］
- 千戀＊萬花（2016年7月29日）［角色：芳乃、蕾娜等］
- RIDDLE JOKER（2018年3月30日）［角色：七海、羽月等］
- 星光咖啡館與死神之蝶（2019年12月20日）［角色：栞那、愛衣等］[5]
- 天使☆囂囂 RE-BOOT！（2023年4月28日）〔角色：乃愛、かぐ耶〕

### 插画

#### 成人向
KILL TIME COMMUNICATION刊「二次元游戏文庫」
- Braban! 中之島妙的事情（著：岡下誠、2010年3月26日、ISBN 978-4-86032-896-2）

FRANCE書院刊「美少女文庫」
- （著：、2007年10月20日、ISBN 978-4-8296-5828-4）
- （著：、2008年9月20日、ISBN 978-4-8296-5859-8）
- （著：、2009年9月20日、ISBN 978-4-8296-5896-3）

#### 一般向
- 緋弹的亚莉亚（著：赤松中学、Media Factory刊「MF文庫J」）
- 緋弹的亚莉亚 Illustrations 小舞一art works.（Media Factory）
- 戰鬥女王蜂！（著：神野正树、富士見書房「Dragon Age Pure」連載）
- 这样算是僵尸吗？（著：木村心一、富士見Fantasia文庫）…与梦璃凛（むりりん）合作。
- （著：七濑川夏吉、角川Sneaker文庫）
- （著：平尾雅規、中经出版）
- Cheers!愛的鼓勵（著：赤松中學、Media Factory刊「MF文庫J」）中文版尖端出版出版發行。

### CD封面绘画
- GWAVE 2006 2nd Strike（2007年6月29日）
- Wind☆Voice!!（2007年12月31日）
- GWAVE Love Bullets（2008年12月26日）

### 其他
- 协助制作电视动画《我的妹妹不可能这么可爱》第2话中的同人志。
- 创作电视动画《我的朋友很少NEXT》第7话的插绘。
- 電視動畫《不正經的魔術講師與禁忌教典》第5話的插繪

## 同人活動
担任名为『茶常』的同人社团的团长。
经常和梦璃凛（むりりん）的同人社团合作制作同人志。

## 相关人物
- 梦璃凛（むりりん）